# Gågata
| Vägmärke och minnesplatta i Piteå över Sveriges första gågata. |  | Vägmärke och minnesplatta i Piteå över Sveriges första gågata. |
| Vägmärke och minnesplatta i Piteå över Sveriges första gågata. |  |                                                                |

En gågata, bilfri zon eller bilfritt område, är en väg där motorburen trafik med bil eller andra motorfordon är starkt begränsad. Det är dock tillåtet att korsa vägen med motorfordon, eller cykla i gångfart i vissa länder. Tillstånd kan ges till lastbil för lastning och lossning i området, taxi, funktionshindrade och utryckningsfordon som ambulans, brandbil och polisbil, såväl som transport av boende eller gods till eller från intilliggande fastigheter. 
Det är önskvärt att hastigheterna hålls så låga som möjligt.

## Allmänt

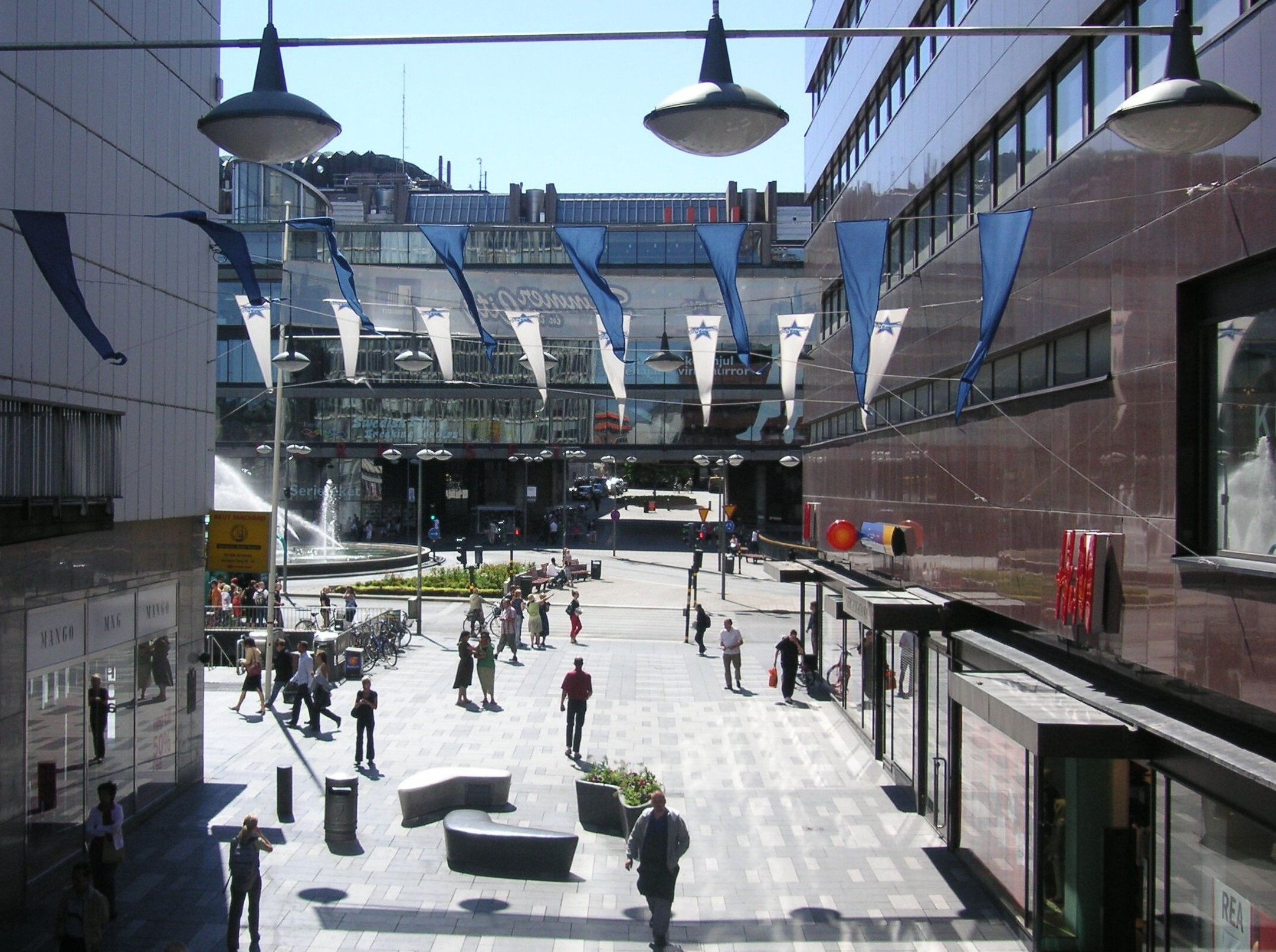
Sergelgatan i Stockholm.

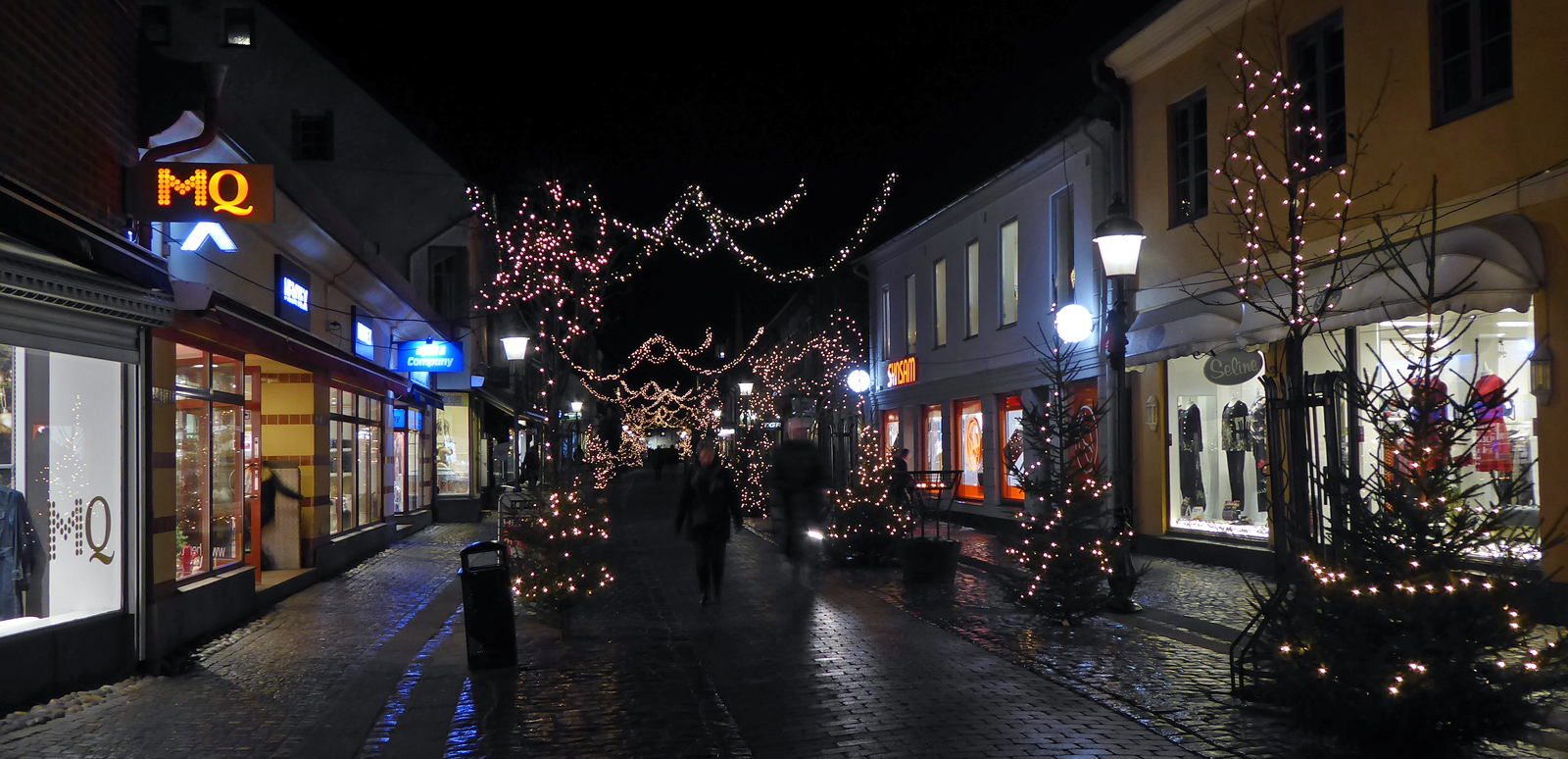
Stora Östergatan i Ystad vid tiden kring Första advent 2016.

Sedan 1970- och 1980-talen har flera tidigare trafikerade områden, som orsakat problem med avgaser och buller, spärrats av för privatbilism och gjorts om till bilfria zoner, vilket ses dels som en del av det miljöpolitiska arbetet, dels som en åtgärd för den allmänna trivseln, särskilt i turistorter dit det kommer många barnfamiljer eller pensionärer. Den första gågatan i Europa blev shoppinggatan Lijnbaan som invigdes 1953 i Rotterdam.
- Sveriges äldsta gågata är Storgatan i Piteå. Den invigdes den 11 augusti 1961.[1] Gågatan i Hökarängen är enligt lokaltidningen Direktpress äldre, då den grundades redan 1952[2]. En annan tidig gågata i Sverige är Kullagatan i Helsingborg, som invigdes den 10 oktober 1961.
- En annan av Sveriges första gågator är Sergelgatan i Hötorgscity i Stockholm, som planerades i mitten av 1940-talet av stadsplanedirektör Sven Markelius i samband med Norrmalmsregleringen och blev klar 1966.
- Borås gågata invigdes 1967.

## Regleringar av gågator i Sverige

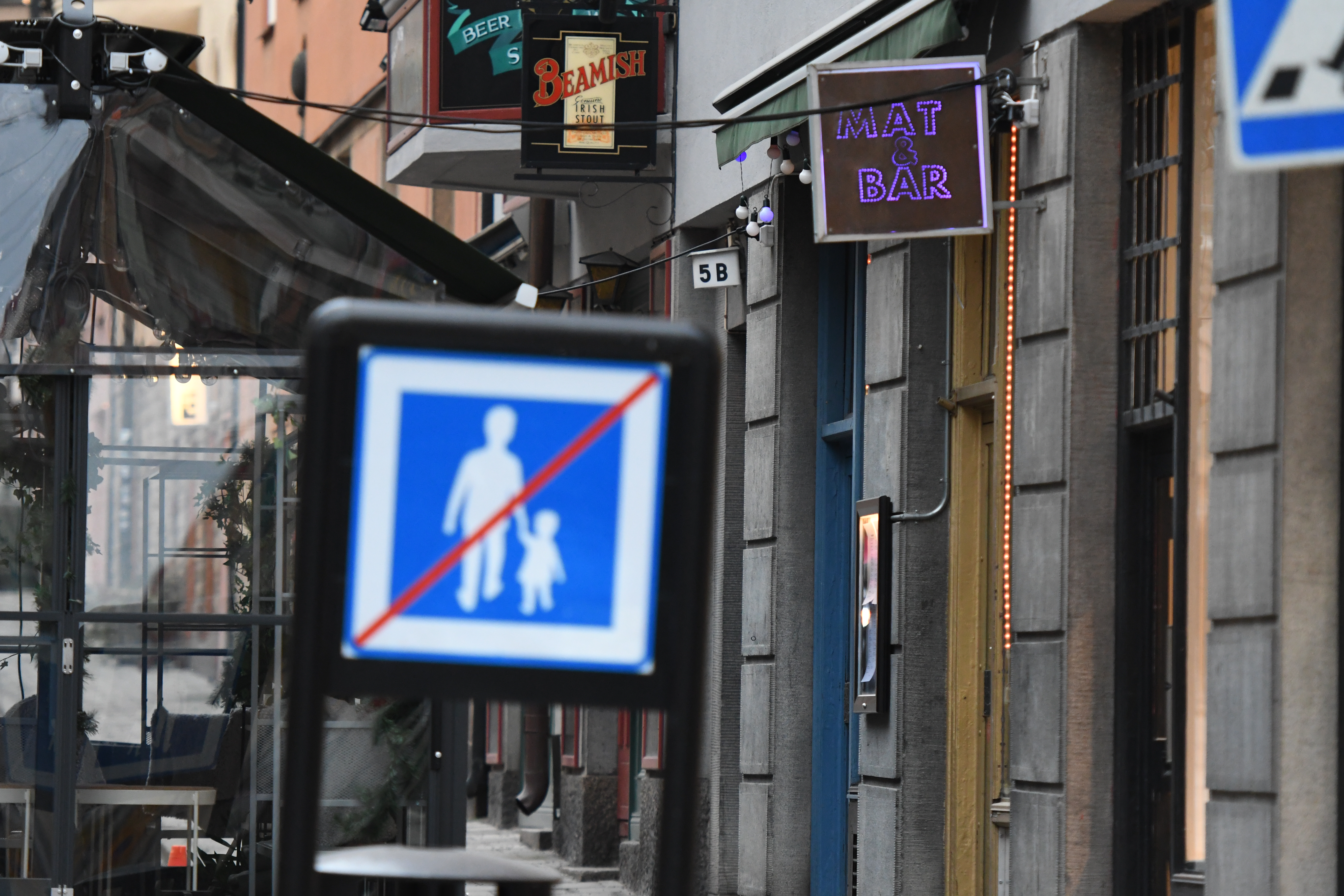
Skylt som markerar var gågatan tar slut.

Begreppet "gågata" är relativt nytt i den svenska trafiklagstiftningen och ersätter undan för undan tidigare skyltningar av typen Motortrafik förbjuden med tilläggsskylten "Gäller ej fordon med tillstånd". I folkmun har ordet gågata funnits sedan lång tid tillbaka. 
Motortrafik är förbjuden i områden markerade som gågator, med undantag för att korsa gågatan eller följande ärenden till själva gågatan:
- varuleveranser till eller från butiker eller motsvarande,
- transporter av gods eller boende,
- transporter av gäster till eller från hotell eller motsvarande, eller
- transporter av sjuka eller rörelsehindrade personer.

Fordon får högst köra i gångfart och gående har alltid företräde. Gångfartsområden är liknande men tillåter motortrafik och parkering på anvisad plats.
Gågatan ska ej förväxlas med gångväg, vars vägmärke är runt.

## Sommargågata
Sommargågata är en gata som under sommarsäsongen regleras som gågata. När denna säsong är över ändras trafikreglerna till en traditionell gata för cyklar och bilar. Vanligen tillåts uteserveringar och möblering direkt på gågatan vilket skapar ett allmän offentligt rum och folkliv.
De första försöken genomfördes sommaren 2015 i Stockholm och Göteborg.

## Gågator i andra länder

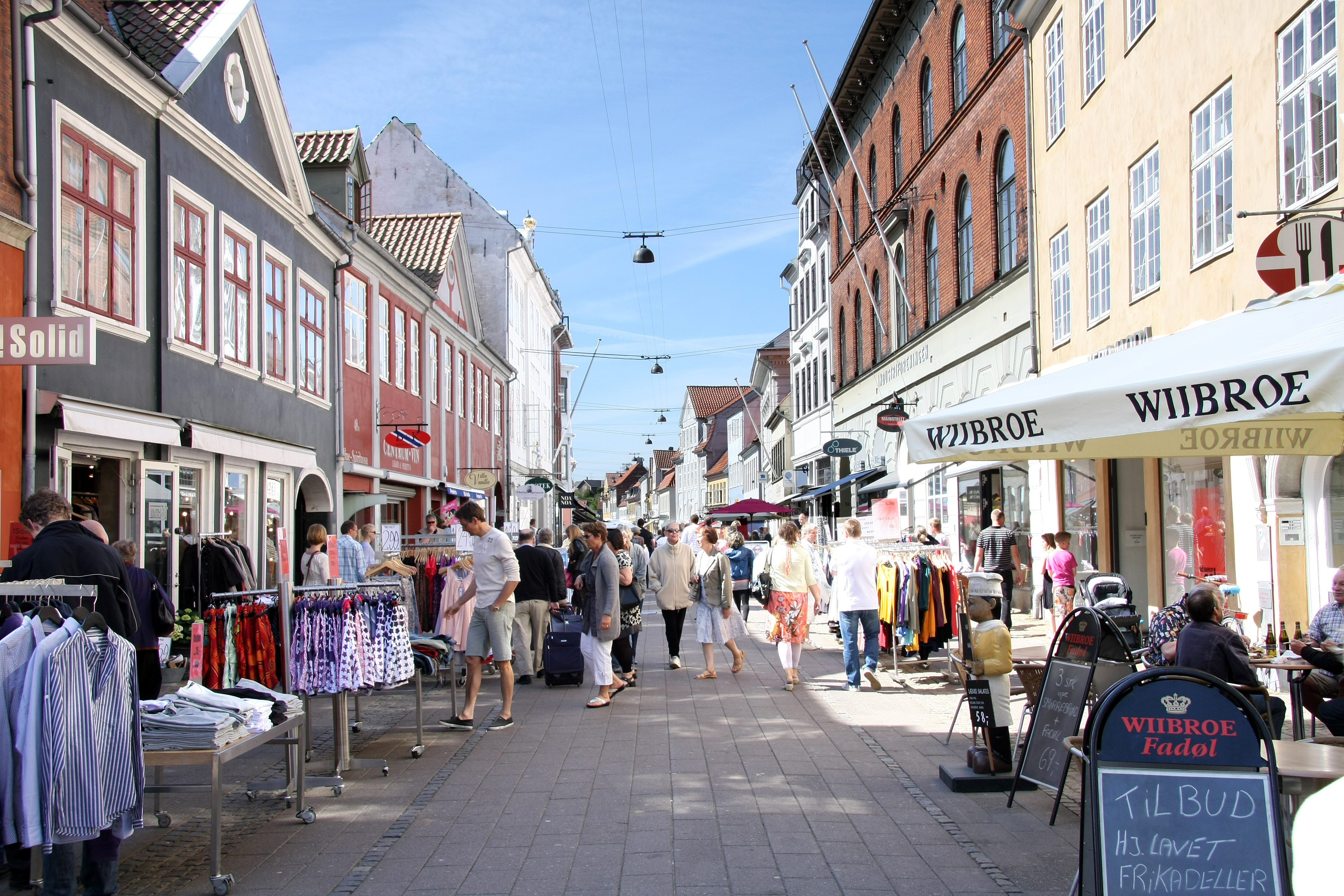
Stengade i Helsingör.

I många medeltida städer i Europa har gator i stadens centrum omvandlats till gågator. I många länder, som till exempel i Danmark, är det inte tillåtet att cykla på gågatan.
I Nordamerika kallas gågator   Pedestrian Mall och den första invigdes i staden Kalamazoo i Michigan 1959. Många amerikanska gågator har efterhand kortats av till fördel för biltrafiken eller ersatts av köpcenter.